# Audiodescrição

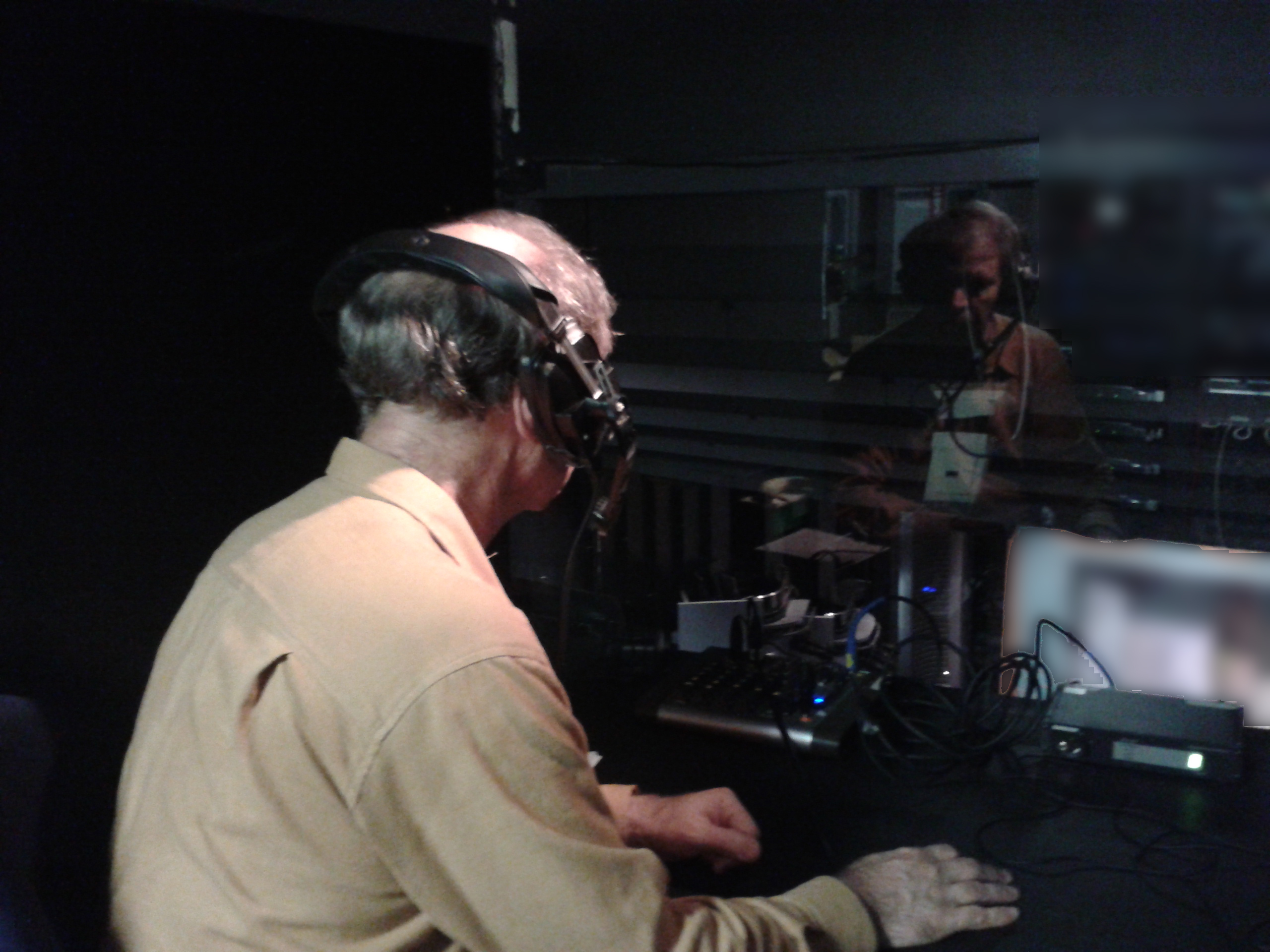
Audiodescritor

Audiodescrição é uma faixa narrativa adicional para pessoas com deficiência visual, intelectual, dislexia e idosos, consumidores de meios de comunicação visual, onde se incluem a televisão, o cinema, a dança, a ópera e as artes visuais. Consiste num narrador que fala durante a apresentação, descrevendo o que está a acontecer no ecrã durante as pausas naturais do áudio e por vezes durante diálogos, quando considerado necessário.
As artes performativas (teatro, dança, ópera) e para os meios de comunicação (televisão, cinema e DVD), a descrição é uma forma de tradução audiovisual, usando as pausas naturais no diálogo ou entre elementos sonoros cruciais para inserir a narrativa, que traduz a imagem visual de uma forma que a torna acessível a milhões de indivíduos que de outro modo não teriam um acesso pleno à televisão e ao cinema. 
Em museus ou em exposições de artes visuais, visitas com audiodescrição (ou em circuitos concebidos universalmente que incluem descrição ou a extensão dos atuais programas gravados em áudio ou em vídeo) são utilizados para proporcionar acesso aos visitantes que são cegos ou possuem uma visão reduzida. Professores ou guias  podem ser instruídos no sentido de utilizar a audiodescrição nas suas apresentações. A audiodescrição de eventos desportivos está a tornar-se cada vez mais comum, especialmente em estádios de futebol. 
Investigadores estão a trabalhar no sentido de demonstrar como a descrição, através do uso de variadas escolhas de palavras, sinônimos, metáforas e comparações, beneficia não só as crianças que são invisuais e/ou com dificuldade de aprendizagem, mas poderá também impulsionar a literacia para todas as crianças.

## No Brasil
O maior repositório de informações sobre a audiodescrição no Brasil é o Blog da Audiodescrição, criado em 2009 por Paulo Romeu Filho.
O percurso jurídico da luta pela implementação da audiodescrição na TV no Brasil foi descrito em detalhes no artigo “A Saga da Audiodescrição no Brasil”, publicado no primeiro livro lançado no Brasil sobre o tema, Audiodescrição, transformando imagens em palavras, de Livia Maria Villela de Mello Motta e Paulo Romeu Filho. 
A primeira audiodescrição realizada no Brasil ocorreu no Rio de Janeiro, no dia 12 de agosto de 2003, no Festival Assim Vivemos – Festival International de Filmes sobre Deficiência, no Centro Cultural Banco do Brasil.  Durante 6 dias, todos os 29 filmes exibidos no festival foram audiodescritos ao vivo por dois atores e os usuários da audiodescrição acompanharam os filmes por meio de fones de ouvido durante as sesões regulares do festival. A segunda ocorrência de audiodescrição no cinema foi nos dias 16 a 21 de setembro de 2003 em Brasília, no mesmo festival de cinema, apresentado no Centro Cultural Banco do Brasil de Brasília.   
O primeiro filme em DVD com audiodescrição lançado no Brasil foi Irmãos de Fé, de Moacyr Góes, em 2004.
O primeiro grupo de pesquisa sobre audiodescrição a atuar no Brasil foi o TRAM – Tradução e Mídia, criado em outubro de 2004. O grupo, coordenado por Eliana Franco na Universidade Federal da Bahia, foi rebatizado de TRAMAD – Tradução, Mídia e Audiodescrição em 2005.
A primeira audiodescrição realizada no teatro no Brasil foi em São Paulo, em março de 2007 na peça O Andaime, no Teatro da Vivo.
A primeira série de DVDs lançada com audiodescrição no Brasil foi Vida em Movimento, projeto dirigido por Marta Gil, com audiodescrição coordenada por Lívia Motta, em 2008. Os vídeos tratam de diversas questões das pessoas com deficiência. Posteriormente, a TV Cultura-SP convidou o projeto a ser exibido semanalmente na sua programação a partir de 29 de novembro 2008. 
O primeiro programa de TV feito com audiodescrição especificamente para a televisão brasileira foi o Programa Assim Vivemos, que estreou em março de 2009 na TV Brasil e ficou em cartaz semanalmente por um ano, com exibição de seus 26 episódios (e reprise após os primeiros 6 meses). O programa traz uma apresentadora com deficiência visual, Moira Braga, e um apresentador surdo, Nelson Pimenta, e apresenta documentários curtos realizados no Rio de Janeiro sobre pessoas com deficiência, e ainda curtas-metragens estrangeiros e brasileiros sobre o tema. Após o programa, a equipe realizava um chat ao vivo com coordenação de Marco Antonio de Queiroz, especialista em acessibilidade web com deficiência visual. A divulgação do Programa Assim Vivemos inspirou o tradicional Programa Especial da TV Brasil a também incluir a audiodescrição. O Programa Especial era exibido desde 2004 apenas com as acessibilidades para pessoas surdas, LIBRAS e legendas, e a partir de março de 2009 passou a incluir também o recurso da audiodescrição.
A partir de 1º de julho de 2011 foi instituída no Brasil a obrigatoriedade de pelo menos duas horas semanais de conteúdo com audiodescrição para as emissoras com sinal aberto e transmissão digital, na condição de faixa de áudio adicional.